# Exposition internationale de l'industrie du coton
L’Exposition internationale de l'industrie du coton ((en) The World's Industrial and Cotton Centennial Exposition ou World Cotton Centennial) est une exposition internationale spécialisée américaine organisée à La Nouvelle-Orléans en 1884-1885. 
Elle commémore le premier échange cotonnier entre les États-Unis d'Amérique indépendants et la Grande-Bretagne (1784) en se tenant dans la ville qui gère le commerce du coton américain, à une époque où un tiers du négoce mondial passait par le New Orleans Cotton Exchange.

## Histoire

### Origines
En octobre 1882, inspiré par le succès de l'Exposition de Philadelphie (1876), la National Cotton Planters' Association of America (« association nationale des planteurs de coton américains ») basée à Vickburg (Mississippi) a l'idée de célébrer le centenaire de la naissance du commerce du coton américain, qui commença officiellement en 1784 à Charleston par l'exportation de 6 balles de coton (contre 7 millions un siècle plus tard). Cette organisation contacte la Nouvelle-Orléans ainsi que d'autres villes du Sud américain à se porter candidates pour accueillir l'événement. La proposition est accueillie froidement par la plupart des villes du sud qui, en pleine reconstruction, se remettent à peine des séquelles de la guerre de Sécession. Afin d'augmenter ses chances de réussite, l'association parvient en 1883 à faire en sorte que le sénateur de l'Arkansas, Augustus Hill Garland, présente un projet de loi au Sénat américain pour la tenue en 1884 d'une exposition nationale célébrant le centenaire de l'industrie du coton. Ce projet de loi est approuvé dans la foulée par les deux chambres du Congrès. 

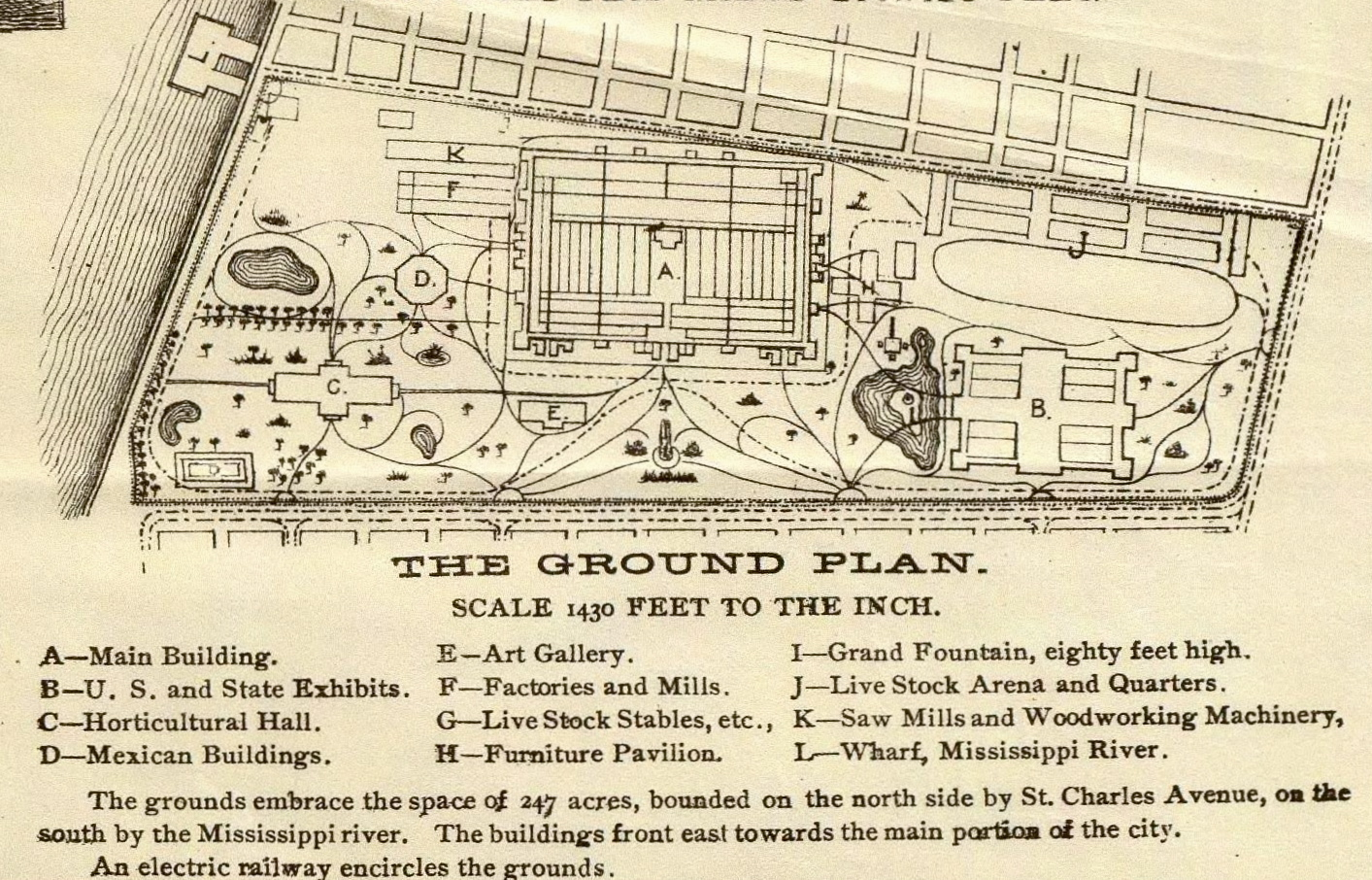
Plan du site (1884).

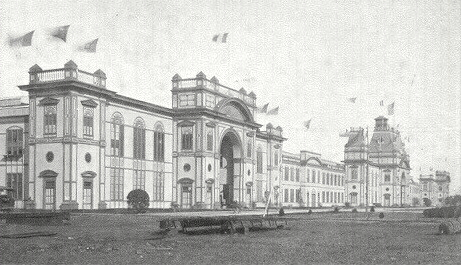
Vue photographique de la façade du batiment principal (1884).

Un comité fut formé, et la ville de La Nouvelle Orléans fut choisie. La recherche de fonds commença. Edward A. Burke (en), trésorier général de la Louisiane, se montra très entreprenant, grâce à ses journaux, dont The Times-Democrat. Grâce au lobbying, il leva bientôt près de 325 000 dollars et fut nommé directeur général de l'exposition. Burke parvient à transformer les objectifs initiaux de l'exposition, afin de lui donner une dimension internationale. Il charge Franklin C. Morehead, président de la National Cotton Planterse Association et éditeur du Planters Journal, de sillonner tous les pays producteurs de coton du globe, afin de sensibiliser au projet gouvernements et entrepreneurs. En mai 1884, Burke parvient à obtenir du Congrès un fonds de garantie de 1 million de dollars. Le comité organisationnel dispose bientôt d'un budget global de 1,777 million de dollars. Burke, réélu à son poste de trésorier de la Louisiane, voit les choses en grand : il double la surface initiale des installations, prévue à l'emplacement de l'Upper Side Park — aujourd'hui le Audubon Park —, entre St. Charles Avenue et les rives du fleuve Mississippi, soit une surface de 110 hectares.

### Construction du site et inauguration

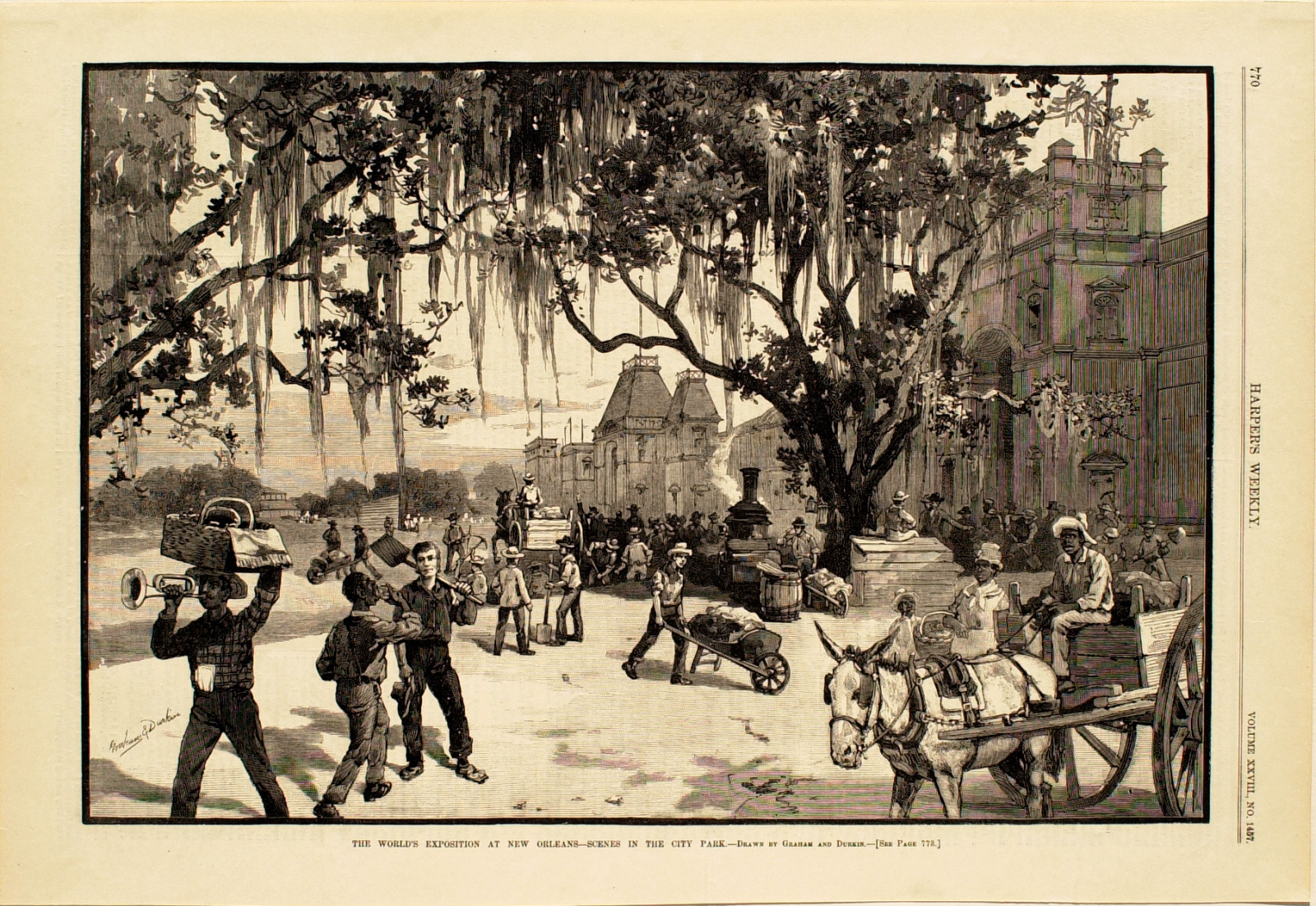
L'exposition vue par le Harper's Weekly, 1884.

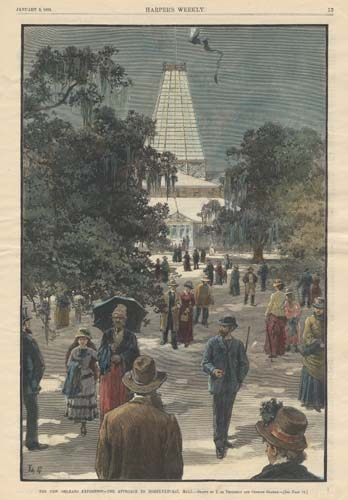
Vue de la tour d'observation et Horticultural Hall (1884).

Le site avait ceci de remarquable qu'il pouvait être accessible directement par chemin de fer (une gare fut construite), bateau à vapeur ou navire océanique (des embarcadères fluviaux et maritimes furent prévus). Le bâtiment principal couvrait 13 hectares et était la plus grande structure couverte à cette époque, illuminé par 5 000 lumières électriques, système relativement nouveau, quand la ville, elle, n'en comptait que quelques centaines. Le site comprenait également une vaste salle horticole (Horticultural Hall), une tour d'observation desservie par un ascenseur alimenté par l'électricité, sans compter les pavillons représentant tous les pays et les industriels invités. Le parc était sillonné d'une ligne de tramway également alimentée par l'électricité. Le pavillon mexicain était le plus somptueux, il fut aussi le plus populaire : il coûta plus de 200 000 dollars et mettait en vedette une énorme fanfare qui attira les foules,,. Le pavillon français était représenté par son délégué, Henri Farjas, qui était parvenu à mobiliser quelques industriels, et eut un certain succès auprès de la communauté francophone locale.
Le site devait ouvrir le 1er décembre 1884. Le 16 décembre, le président des États-Unis, Chester A. Arthur, inaugura enfin l'exposition par l'envoi d'un message télégraphique, avec deux semaines de retard.

### Bilan et postérité

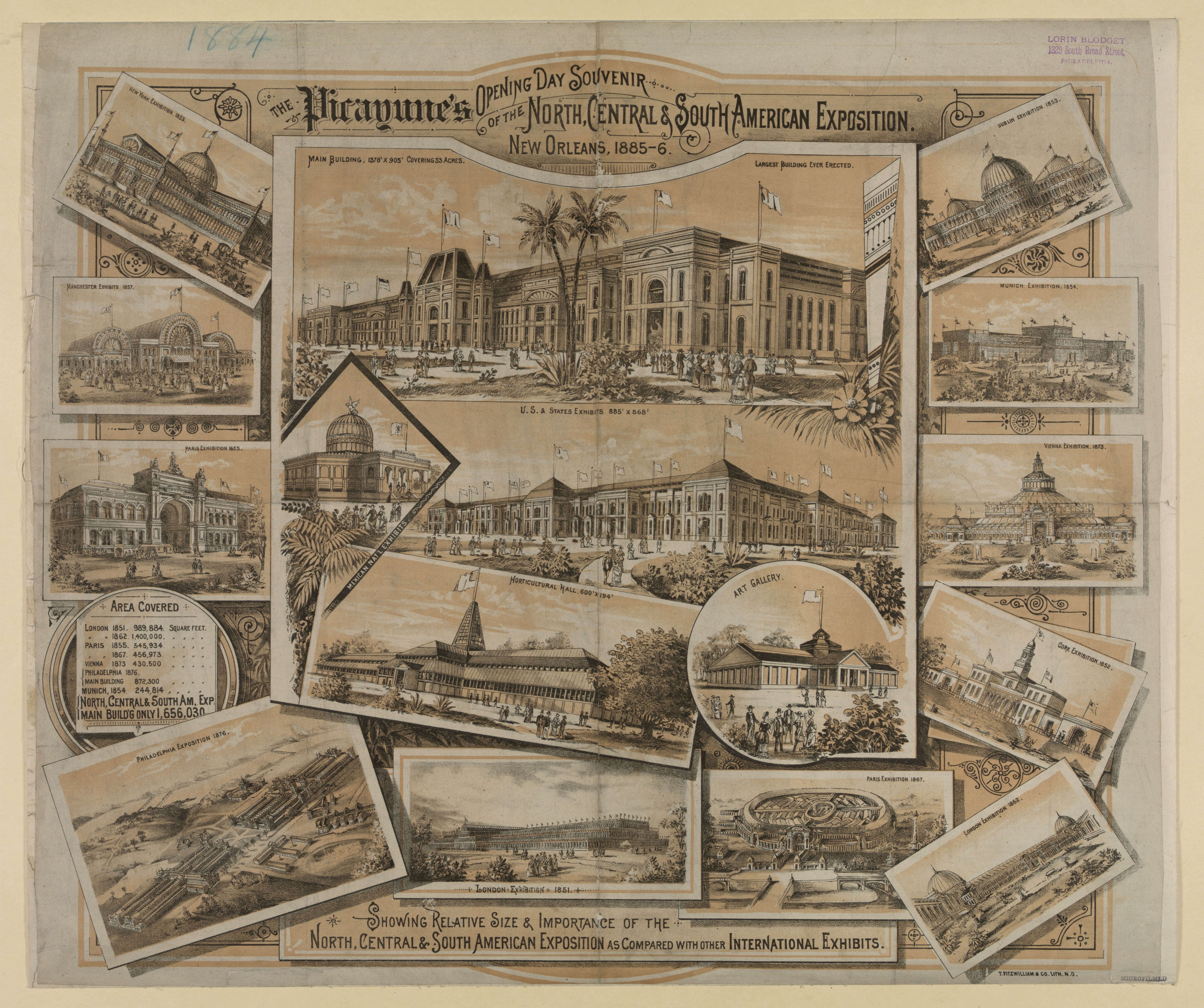
Affichette souvenir pour la North Central & South American Exposition (1885-1886).

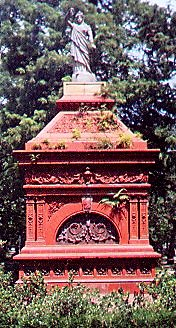
L'un des rares vestiges : le monument Peace, the Genius of History (1884), désormais sur Esplanade Avenue.

L'exposition ferma le 2 juin 1885, soit un mois plus tôt que prévu. Le public ne fut pas au rendez-vous, du moins, le nombre de visiteurs au bout de cinq mois, près de 1 million d'entrées comptabilisées, couvrait à peine la moitié des dépenses. Par ailleurs, Burke, sommé de donner des comptes, se révéla être à l'origine de plusieurs malversations financières. Il donna sa démission le 3 juin, donnant lieu à une enquête publique, qui révéla de nombreuses irrégularités. En 1889, Burke, sous le coup d'une enquête et de lourdes charges, finit par s'enfuir au Honduras, avec près de deux millions de dollars détournés,. 
Dans une tentative infructueuse de compenser une partie des pertes financières de l'exposition, les terrains et les structures ont été réutilisés pour une nouvelle manifestation, la North Central & South American Exposition, ouverte aux pays d'Amérique centrale et du Sud, du 10 novembre 1885 au 31 mars 1886, mais là encore, avec relativement peu de succès. Par la suite, les structures ont été vendues aux enchères, la plupart partirent pour la ferraille, excepté le Horticultural Hall, qui disparut dans un ouragan en 1915, et le « kiosque Mauresque » du pavillon mexicain qui fut ramené à Mexico à Colonia Santa María la Ribera (en).
Le site est devenu l'Audubon Park qui comprend l'Audubon Zoo (en).